# Lower New York Bay

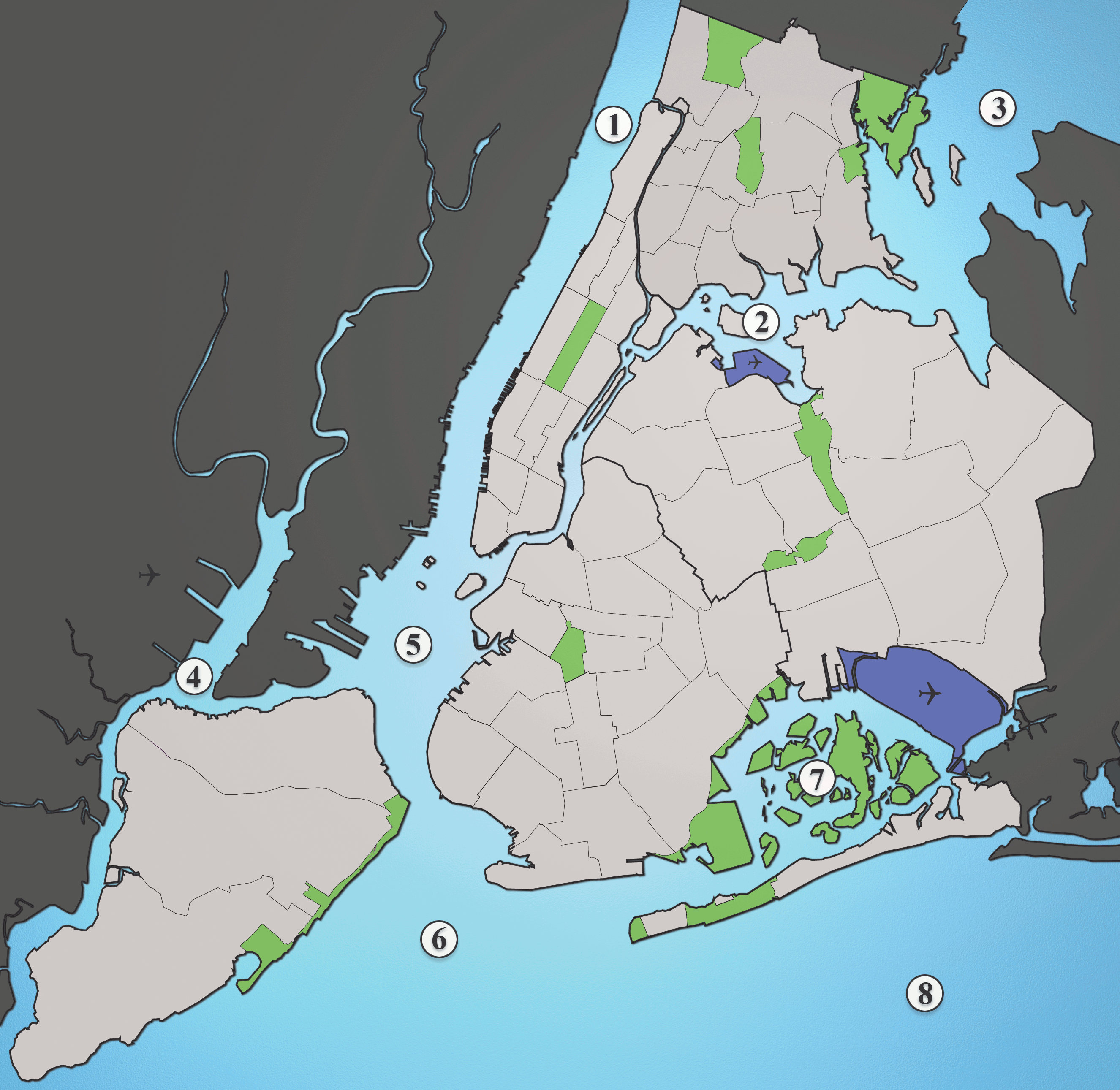
Vies d'aigua de New York City: 1. Hudson River, 2. East River, 3. Long Island Sound, 4. Newark Bay, 5. Upper New York Bay, 6. Lower New York Bay, 7. Jamaica Bay, 8. Oceà Atlàntic

La Lower New York Bay («badia inferior de New York») és una part de la badia de New York, situada fora del Narrows, estret situat entre Staten Island i Brooklyn.
La Lower New York Bay és així la darrera secció del Hudson River abans que aquest desemboqui a l'oceà Atlàntic. L'Hudson Canyon, gorja subterrània de més de 160 quilòmetres, travessa la badia sota les aigües, marcant la desembocadura de l'Hudson. La badia és vorejada al nord per Staten Island i Long Island, i al sud per les costes de Nova Jersey. A més a més del Hudson River, la badia també és la desembocadura de la Raritan River i de l'l'Arthur Kill, que separa Staten Island de New Jersey.